# Tepetlaoxtoc de Hidalgo
Tepetlaoxtoc de Hidalgo, eller bara Tepetlaoxtoc de Hidalgo, är en ort i Mexiko, och administrativ huvudort i kommunen Tepetlaoxtoc i delstaten Mexiko. Tepetlaoxtoc de Hidalgo ligger i den centrala delen av landet och tillhör Mexico Citys storstadsområde. Orten hade 6 123 invånare vid folkmätningen 2010, och är kommunens största ort.

## Galleri

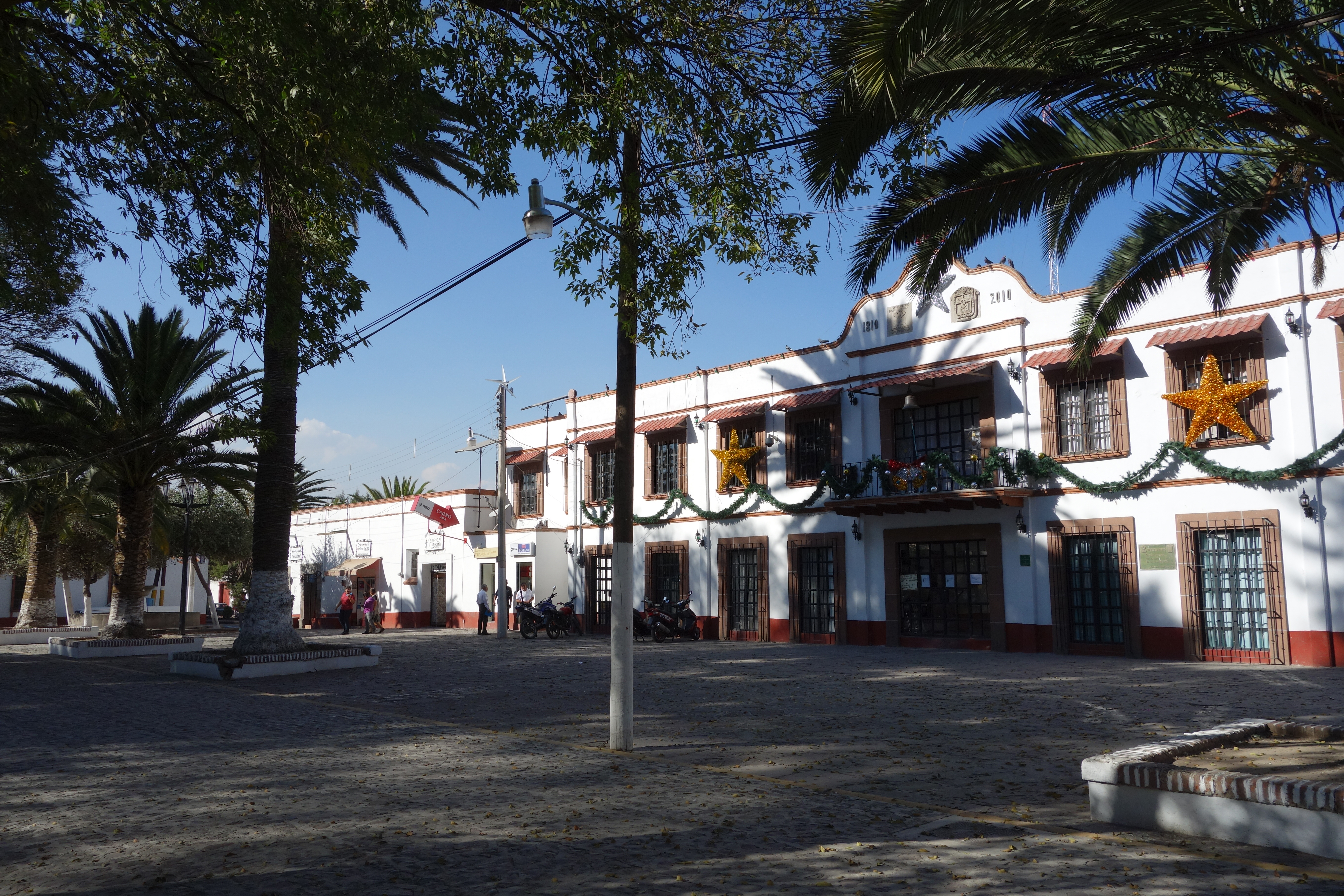
Stadshuset.
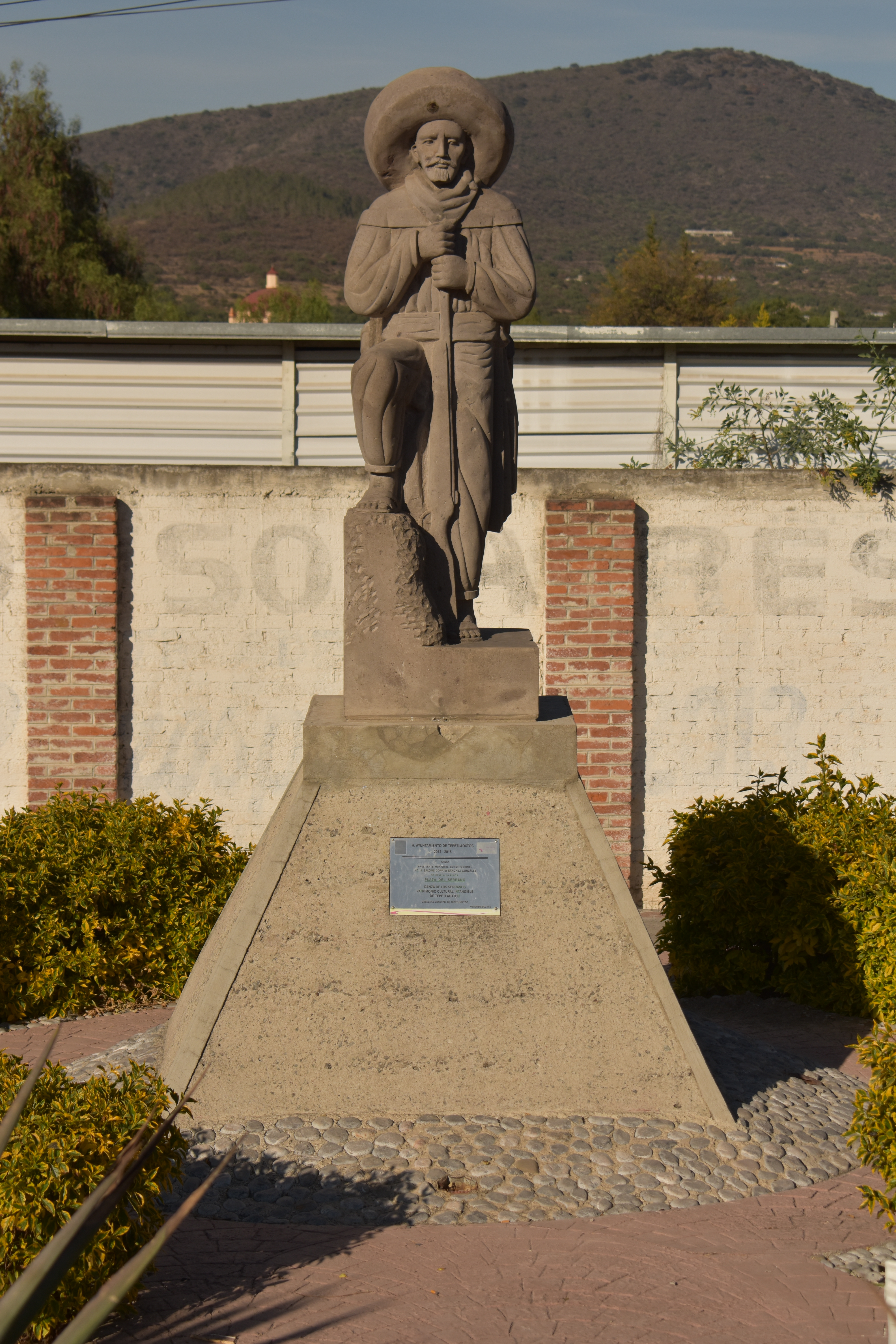
Staty av en Serrano, en danskultur i regionen på Plaza de los Danzantes Serranos.
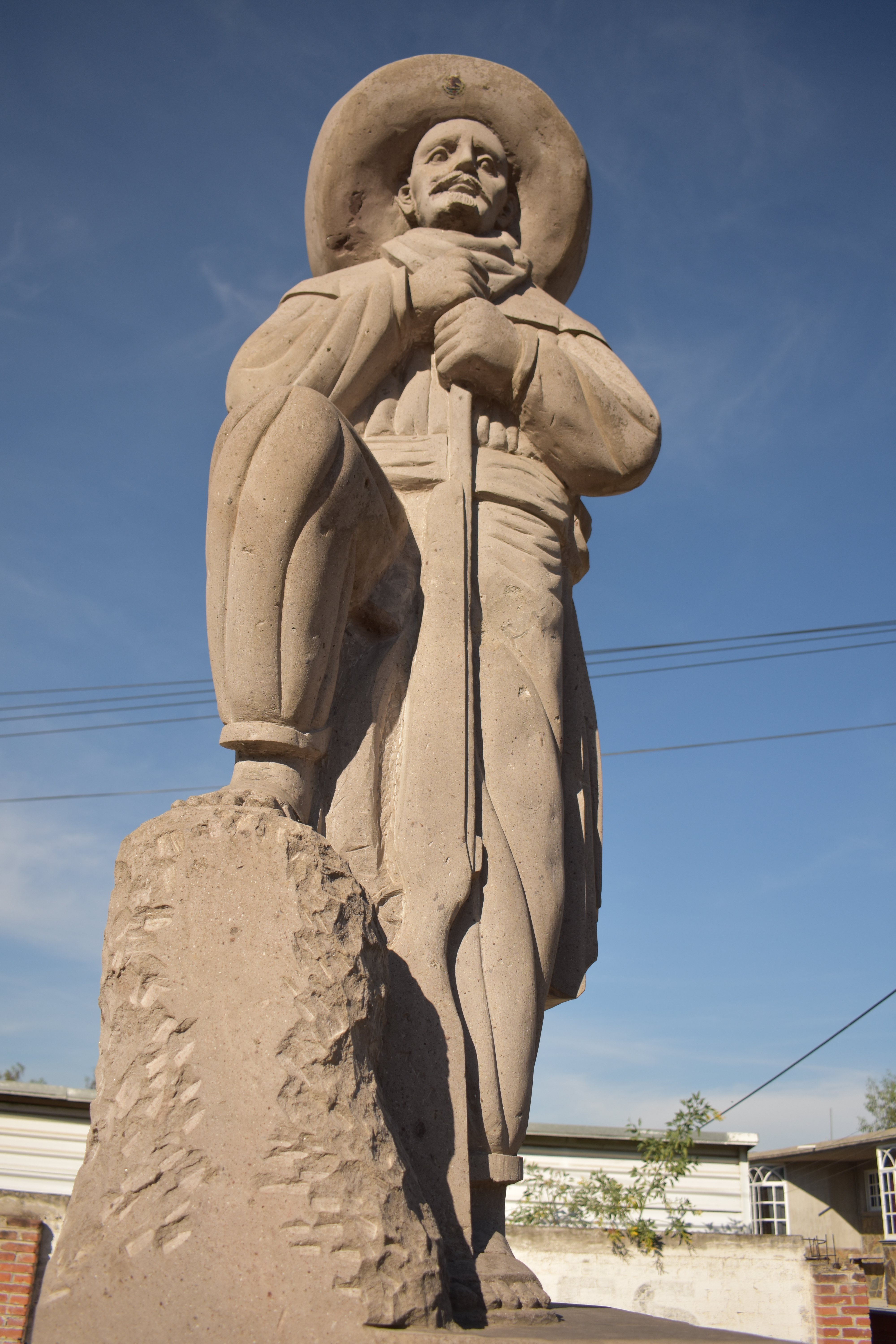
Serranostatyn.
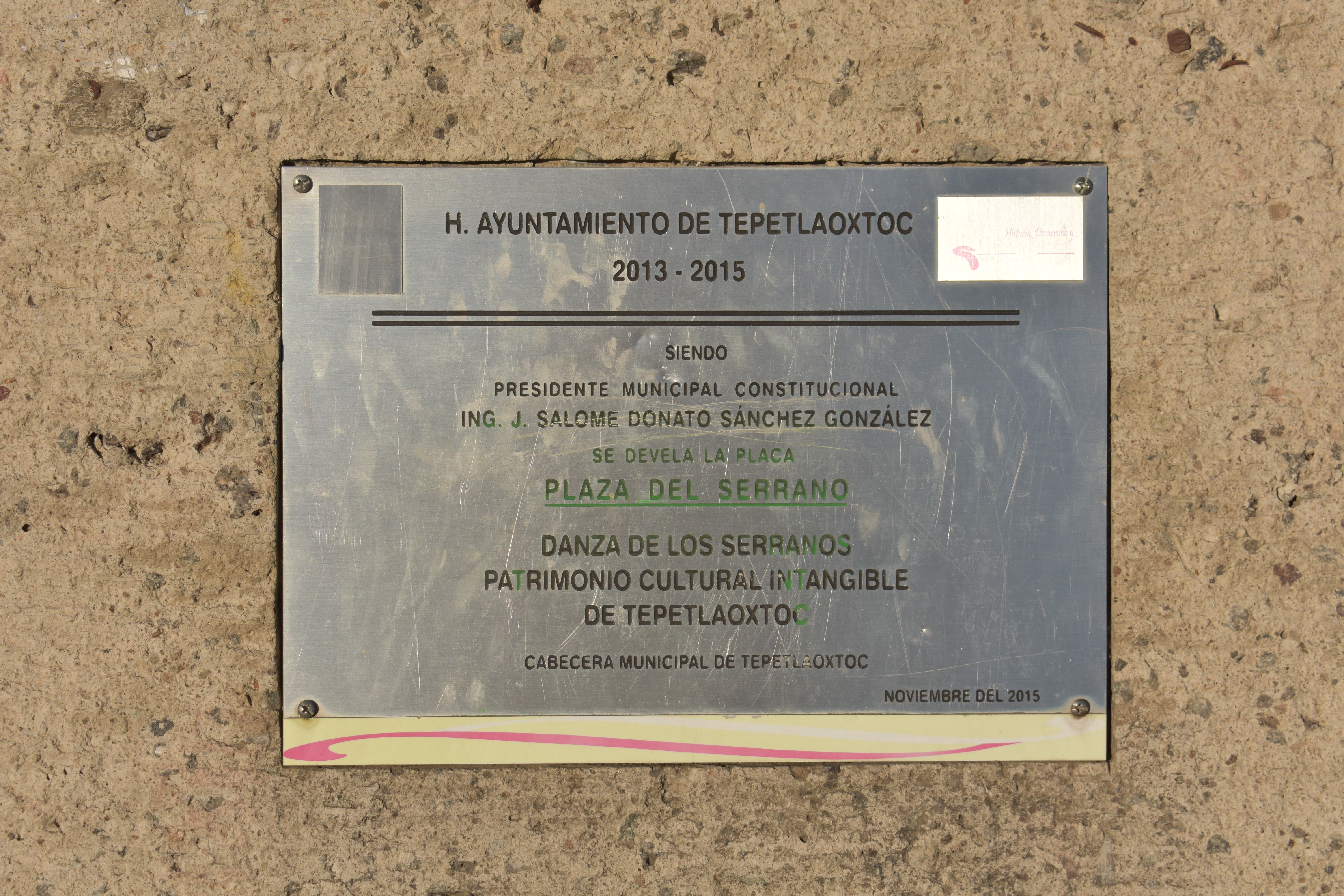
Beskrivande text av statyn (spanska).